# Hymie Ginsburg
Hyman L. Ginsburg, detto Hymie (23 marzo 1914 – Chicago, 2 marzo 1986), è stato un cestista statunitense, professionista nella NBL.

## Carriera
Giocò per due stagioni nella NBL, disputando complessivamente 36 partite con 5,6 punti di media.